# グラーヴ・ド・ヴェール
グラーヴ・ド・ヴェール(Graves de vayres)は、フランス南西部、アキテーヌ地域圏ジロンド県のほぼ中央部にあるボルドーワインの産地で、1937年にフランスのワイン法により、AOCの認証を受けている。

## 地理
ガロンヌ川とドルドーニュ川に挟まれた中州地区、いわゆるアントル・ドゥー・メール地区の北側、ドルドーニュ川の左岸地域にある、ヴェール、アルヴェール2ヶ村の700haが指定されている。
ボルドー地方には、グラーヴというワイン産地があるが、グラーヴはガロンヌ川の左岸になり、グラーヴ・ド・ヴェール地区とはかなり離れていて、ワインの性質もかなり違っている。

## ワイン
グラーヴとは「砂利」の意味で、このあたりは砂利や砂が混じった水はけのいい畑が多い。赤ワインと白ワインを生産しているが、赤ワインは軽めで、白ワインも軽いさっぱりした辛口のものが多い。
ボルドーワインとしてさほど優れたものではないため、地元のアキテーヌ地方で消費されることが多く、日本では、ワインの通販店やディスカウント酒店、ネットショップなどのデイリーワインを扱う店にたまに出回る程度である。